# František Šír
František Šír (15. října 1796, Budyně nad Ohří – 22. června 1867, Jičín) byl český středoškolský profesor, autor učebnic, překladatel a národní buditel na Jičínsku.

## Život
Pocházel z rodiny truhláře. Do školy chodil postupně v rodném městě, na Malé Straně v Praze a v Litoměřicích, potom přešel na litoměřické gymnázium. Tam byl jeho profesorem a později i blízkým přítelem Josef Jungmann, který ho získal pro národní myšlenku. Roku 1816 byl přijat na pražskou filozofickou fakultu. Studoval cizí jazyky – francouzštinu, italštinu, angličtinu a (podle tehdejší terminologie) „slovanská nářečí“ – ruské, polské a ilyrské (tj. jihoslovanské). Roku 1819 začal vyučovat na staroměstském gymnáziu. Po absolvování dalších zkoušek se pak 1. dubna 1820 stal řádným profesorem na jičínském gymnáziu, kde zůstal az do konce života.
V Jičíně obětavě, nezištně a často i na vlastní náklady pracoval na zvýšení národního uvědomění českého obyvatelstva. Mimo jiné přes dvacet let, až do roku 1848, zdarma vyučoval češtinu vojáky 18. pluku. Jeho bezplatné, nepovinné kurzy češtiny pro studenty na gymnáziu v určité době dokonce vyvolaly podezření úřadů, ale žádné pochybení se neprokázalo a hodiny mohly pokračovat. V září 1837 získal právo mateřský jazyk nejen dvakrát týdně zdarma vyučovat, ale také zkoušet a vydávat ze znalosti vysvědčení. Do značné míry to byla nevděčná úloha – řada studentů neviděla důvod se učit česky a mnozí si užitečnost tohoto jazyka uvědomili a svému profesoru děkovali až po roce 1848. Teprve tehdy byla čeština zavedena do škol jako povinný předmět.
V letech 1817 – 1850 byl také literárně činný. Jeho prvním dílem byla úprava německé básně Wilde Jagd (volně přeložil jako Bitva na Žižkově) pro univerzitní slavnost; vydána ale nebyla z důvodu politicky citlivého názvu. Jako gymnazijní profesor psal především učebnice (např. Přírodopis nebo Stručná část etymologie), mravoučná díla (Povídky mravné, průpovědi a přísloví) ale také překlady (Ivanhoe, Horatiovy básně aj.). Napsal rovněž libreto k opeře Drahomíra Karla Šebora, k uvedení ale došlo až po jeho smrti. Velmi jej zajímala etymologie (nauka o původu slov) a často o ní diskutoval. Měl zájem i o hudbu a kreslení. Do dnešních dnů se nám dochoval např.portrét J.Schirdinga z roku 1845.
Šír se snažil šířit českou kulturu a vzdělanost i mimo školu. Pravidelně se stýkal s dalším významným obrozencem Antonínem Markem, který působil jako farář v nedaleké Libuni. Oba pak rozšiřovali české knihy mezi místní obyvatele, což byla záslužná, ale nevýnosná činnost s rizikem finančních ztrát. Bezplatně také prováděl korekce knih, které místní autoři dávali do tisku.
František Šír se zasloužil o zvýšení kulturního a národního uvědomění na Jičínsku. V roce 1851 byl jmenován prozatímním a o čtyři roky později řádným ředitelem jičínského gymnázia. Byl oceněn čestným občanstvím města a roku 1861 dostal i záslužný zlatý kříž s korunou.
Pohřben byl na jičínském městském hřbitově.
Jeho syn Vladislav Šír (1830-1889) byl známý lékař, ornitolog a organizátor vlasteneckých spolků v Jičíně.